# Ernest B. Schoedsack
Ernest Beaumont Schoedsack (Council Bluffs, 8 de juny de 1893 - Los Angeles, 23 de desembre de 1979) va ser un director, productor i director de fotografia estatunidenc. Nascut a Council Bluffs, Iowa, és recordat probablement per ser el codirector de la pel·lícula de 1933, King Kong.
La seva vista es va malmetre severament en la Segona Guerra Mundial, tot i així va continuar dirigint pel·lícules després. Va dirigir El gran goril·la  el 1949, que era una pel·lícula on va reunir l'equip creatiu de King Kong (Cooper, Rose, i O'Brien).
Es va casar amb la guionista, Ruth Rose. Són enterrats junts al Westwood Village Memorial Park Cemetery a Los Angeles, Califòrnia.

## Filmografia

### Director
- 1925: Grass: A Nation's Battle for Life
- 1927: Chang: un drama d'una terra salvatge (Chang: A Drama of the Wilderness)
- 1929: The Four Feathers
- 1931: Rango
- 1932: Les caceres del comte Zaroff (The Most Dangerous Game)
- 1933: King Kong
- 1933: The Monkey's Paw
- 1933: Blind Adventure
- 1933: El fill de King Kong (Son of Kong)
- 1934: Long Lost Father
- 1935: The Last Days of Pompeii
- 1937: Trouble in Morocco
- 1937: Outlaws of the Orient
- 1940: Dr. Cyclops
- 1949: El gran goril·la (Mighty Joe Young)
- 1952: This Is Cinerama

### Director de fotografia
- 1917: Her Fame and Shame
- 1917: A Dark Room Secret
- 1921: Beach of Dreams
- 1925: Grass: A Nation's Battle for Life
- 1927: Chang: un drama d'una terra salvatge (Chang: A Drama of the Wilderness)
- 1929: Captain Salisbury's Ra-Mu
- 1929: The Four Feathers

### Productor
- 1925: Grass: A Nation's Battle for Life
- 1927: Chang: un drama d'una terra salvatge (Chang: A Drama of the Wilderness)
- 1931: Rango
- 1933: El fill de King Kong (Son of Kong)

### Muntador
- 1929: The Four Feathers
- 1931: Rango

### Actor
- 1933: King Kong: aviador que mata Kong

### Guionista
- 1927: Chang: un drama d'una terra salvatge (Chang: A Drama of the Wilderness)